# Landing page
No marketing digital (também chamado de marketing online), uma landing page, em português página de destino, às vezes conhecida como "página de captura de leads", "página de propriedade única", "página estática" ou "página de destino", é uma única página web que aparece em resposta ao clique em um resultado de busca de um mecanismo de pesquisa otimizado, promoção de marketing, e-mail de marketing ou um anúncio online. A página de destino geralmente exibirá uma cópia de vendas direcionadas que é uma extensão lógica do anúncio, resultado de pesquisa ou link. As páginas de destino são usadas para geração de leads. As ações que um visitante realiza em uma página de destino é o que determina a taxa de conversão de um anunciante. Uma página de destino pode ser parte de um microsite ou uma única página no site principal de uma organização.
As páginas de destino costumam ser vinculadas a mídias sociais, campanhas de e-mail, campanhas de marketing em mecanismos de pesquisa, artigos de alta qualidade ou "conta de afiliado" para aumentar a eficácia dos anúncios. O objetivo geral de uma página de destino é converter os visitantes do site em vendas ou leads. Se o objetivo é obter um lead, a página de destino incluirá algum método para o visitante entrar em contato com a empresa, geralmente um número de telefone ou um formulário de consulta. Se uma venda for necessária, a página de destino geralmente terá um link para o visitante clicar, que o encaminhará para um carrinho de compras ou uma área de checkout. Ao analisar a atividade gerada pelo URL vinculado, os comerciantes podem usar as taxas de cliques e a taxa de conversão para determinar o sucesso de um anúncio.

## Exemplos de Landings Pages
- Páginas únicas geradas para um utilizador para alteração de dados pessoais, muito usadas na recuperação de palavras-chave.
- Páginas com códigos promocionais únicos, usadas para a compra de artigos com promoções.
- Páginas de validação de contas e dados pessoais, usadas para garantir a integridade de dados.